# Dark Side (Blind Channel)
Dark Side is een lied van de Finse posthardcoreband Blind Channel. Met dit nummer vertegenwoordigen zij Finland op het Eurovisiesongfestival 2021 in Rotterdam, Nederland. Dit voorrecht verkreeg de band na het winnen van Uuden Musiikin Kilpailu 2021, de Finse preselectie voor het Eurovisiesongfestival. Het bereikte nummer één in Finland op 28 februari 2021.

## Eurovisiesongfestival
Het nummer werd geselecteerd om Finland te vertegenwoordigen op het Eurovisiesongfestival 2021, na het winnen van Uuden Musiikin Kilpailu 2021. Finland trad aan in de tweede halve finale. Het lied kon doorstoten naar de finale en eindigde daar zesde.